# Hylarana taipehensis
Hylarana taipehensis är en groddjursart som först beskrevs av Van Denburgh 1909.  Hylarana taipehensis ingår i släktet Hylarana och familjen egentliga grodor. IUCN kategoriserar arten globalt som livskraftig. Inga underarter finns listade i Catalogue of Life.